# Cyrtomium taiwanianum
Cyrtomium taiwanianum är en träjonväxtart som beskrevs av Tag. Cyrtomium taiwanianum ingår i släktet Cyrtomium och familjen Dryopteridaceae. Inga underarter finns listade.